# Revolutionary Socialist Party

Revolutionary Socialist Party este un partid comunist din India.
Partidul a fost fondat în anul 1940.
Secretar General partidului este K. Pankajakshan.
Organizația de tineret a partidului se numește Revolutionary Youth Front.
La alegerile parlamentare din anul 2004, partidul a obținut 1 717 228 de voturi (0.4 %, 3 locuri).